# Strongylaspis dohrni
Strongylaspis dohrni är en skalbaggsart som beskrevs av Auguste Lameere 1903. Strongylaspis dohrni ingår i släktet Strongylaspis och familjen långhorningar. Inga underarter finns listade i Catalogue of Life.